# Кейп-Сент-Клер (Меріленд)
Кейп-Сент-Клер (англ. Cape St. Claire) — переписна місцевість (CDP) в США, в окрузі Енн-Арундел штату Меріленд. Населення — 9179 осіб (2020).

## Географія
Кейп-Сент-Клер розташований за координатами 39°2′37″ пн. ш. 76°26′43″ зх. д. / 39.04361° пн. ш. 76.44528° зх. д. (39.043634, -76.445339).  За даними Бюро перепису населення США в 2010 році переписна місцевість мала площу 6,54 км², з яких 5,19 км² — суходіл та 1,36 км² — водойми.

## Демографія
Згідно з переписом 2010 року, у переписній місцевості мешкало 8747 осіб у 3196 домогосподарствах у складі 2355 родин. Густота населення становила 1337 осіб/км².  Було 3315 помешкань (507/км²).
Расовий склад населення:
| - 90,8 % — білих - 4,3 % — чорних або афроамериканців - 1,6 % — азіатів - 0,3 % — корінних американців |

До двох чи більше рас належало 2,4 %. Частка іспаномовних становила 4,5 % від усіх жителів.
За віковим діапазоном населення розподілялося таким чином: 26,4 % — особи молодші 18 років, 63,7 % — особи у віці 18—64 років, 9,9 % — особи у віці 65 років та старші. Медіана віку мешканця становила 38,7 року. На 100 осіб жіночої статі у переписній місцевості припадало 96,1 чоловіків;  на 100 жінок у віці від 18 років та старших — 91,4 чоловіків також старших 18 років.
Середній дохід на одне домашнє господарство  становив 106 419 доларів США (медіана — 88 965), а середній дохід на одну сім'ю — 122 591 долар (медіана — 107 875). Медіана доходів становила 60 814 долари для чоловіків та 61 335 доларів для жінок. За межею бідності перебувало 2,6 % осіб, у тому числі 2,2 % дітей у віці до 18 років та 6,4 % осіб у віці 65 років та старших.
Цивільне працевлаштоване населення становило 4788 осіб. Основні галузі зайнятості: освіта, охорона здоров'я та соціальна допомога — 19,9 %, науковці, спеціалісти, менеджери — 14,3 %, мистецтво, розваги та відпочинок — 11,8 %, роздрібна торгівля — 10,9 %.